# Nitokra lacustris
Nitokra lacustris är en kräftdjursart som först beskrevs av Shmankevich 1875.  Nitokra lacustris ingår i släktet Nitokra och familjen Ameiridae.

## Underarter
Arten delas in i följande underarter:
- N. l. sinoi
- N. l. lacustris